# Kolonia Karczmy
Kolonia Karczmy (Karczmy-Kolonia) – wieś w Polsce położona w województwie łódzkim, w powiecie bełchatowskim, w gminie Zelów.
W latach 1975–1998 miejscowość administracyjnie należała do województwa piotrkowskiego.
Po wschodniej stronie wsi przepływa rzeka Grabia, dopływ Widawki. W miejscowości znajduje się dawny młyn wodny.